# 第一代边境伯爵罗杰·莫蒂默
罗杰·莫蒂默，第一代马奇伯爵（英語：约1287年—1330年11月29日）英格兰贵族，第一代马奇伯爵（1328年起）和第八代威格莫尔男爵（1304年起）。在爱德华三世成年前，他曾是英格兰的真正统治者。
罗杰·莫蒂默为第七代威格莫尔男爵埃德蒙·莫蒂默之子，其家族系诺曼人的后裔。有许多年，他都是昏庸的英格兰国王爱德华二世的忠实追随者。1316年至1321年，他代表爱德华二世在爱尔兰与入侵的苏格兰国王罗伯特一世之弟爱德华·布鲁斯作战。此时英格兰与苏格兰的关系正处于最紧张的时期。但是1321年被从爱尔兰召回后，莫蒂默很快便与反对国王的宠臣德斯彭瑟父子的贵族们打成一片。贵族们发动了一场不成功的叛乱，结果给他们自己带来了灾难。莫蒂默于1322年向国王投降，随即被监禁于伦敦塔。他在两年后成功逃到了法国，在那里与其他一些流亡贵族继续策划反对爱德华二世。1325年，莫蒂默在巴黎与前来为女儿订婚的爱德华二世之妻法兰西的伊莎贝拉相遇。他使深深厌恶爱德华二世的断袖之癖的伊莎贝拉为之神魂颠倒，很快成为他的情妇。两人设计了推翻爱德华二世的阴谋。1326年，莫蒂默与伊莎贝拉率领一支小规模的队伍在英格兰登陆。很快有大批痛恨国王的贵族和平民百姓加入到他们的行列。叛乱者迅速推翻了爱德华二世，并大约在1327年将其杀害。
罗杰莫蒂默于1328年获得了马奇伯爵的头衔和大量封地，其中很多是被没收的国王支持者的土地。他还获得了一系列利于搜刮的大小职务。在爱德华二世年幼的儿子爱德华三世被推上王位后，莫蒂默作为王后的宠臣实际上垄断了政治权力。尽管有一个摄政委员会被设立，但莫蒂默的影响是压倒性的。
1330年爱德华三世决心掌握真正的国家权力，成为名副其实的国王。莫蒂默被爱德华的军队围困在诺丁汉城堡中，很快被逮捕。一个由爱德华三世召集的新国会宣判莫蒂默犯有叛国罪。莫蒂默于1330年被绞死并分尸，其财产全部落入爱德华三世个人之手。
1348年，爱德华三世复立莫蒂默的孙子为马奇伯爵并归还了财产。
| 前任： 无 | 马奇伯爵 | 繼任： 羅傑·莫蒂默，第二代馬奇伯爵 |